# Contea di Linn (Iowa)
La contea di Linn (in inglese Linn County) è una contea dello Stato dell'Iowa, negli Stati Uniti. La popolazione al censimento del 2000 era di 191 701 abitanti. Il capoluogo di contea è Cedar Rapids.